# Gülnuş Sultan
Emetullah Rabia Gülnuş Sultan (turco ottomano:جولنوس امت الله رابعه سلطان, lett. "serva di Allah", "primavera" e "rosa profumata"; Retimo, circa 1642 – Edirne, 6 novembre 1715) è stata la Haseki Sultan di Mehmed IV e la Valide Sultan dei loro figli Mustafa II e Ahmed III.

## Biografia
Emetullah Rabia Gülnuş nacque a Retimo, sull'Isola di Creta, quando l'isola era sotto il dominio veneziano; il suo nome era Evmania Voria ed era di etnia greca. Suo padre è indicato come un sacerdote greco-ortodosso, o come un membro della famiglia veneziana Verzini, insediata nell'isola.
Durante un'incursione dell'isola venne catturata dall'esercito ottomano, secondo alcuni già quando era bambina, intorno al 1645. Resa schiava, venne portata a Costantinopoli. In tempi diversi ricevette i nomi turco-persiani di Emetullah, Rabia e infine Gülnuş, e venne infine mandata nell'harem del Palazzo Topkapı dove ben presto attirò l'attenzione del sultano, Mehmed IV. Venne descritta come una donna alta e formosa, con i capelli neri ricci, amante della caccia. Il sultano era famoso per le sue battute di caccia nei Balcani e a Edirne ed era solito sceglierla per accompagnarlo. Fu la sua prima concubina ed ebbero due figli, entrambi diventati sultani, e quattro figlie.

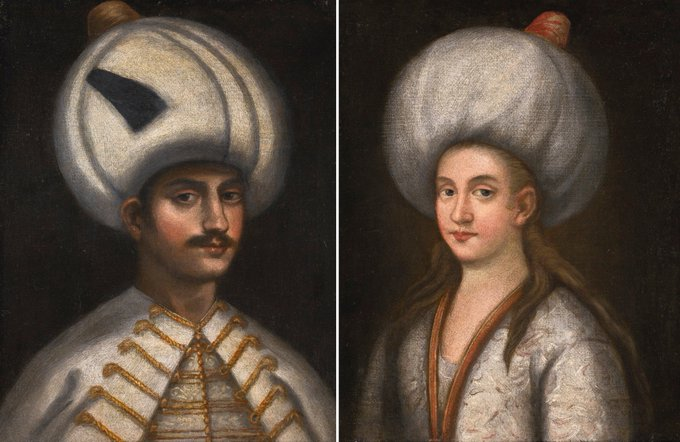
Il sultano Mehmed IV e la sua Haseki Emetullah Rabia Gülnuş Sultan

La sua rivalità con Gülbeyaz, un'odalisca di Mehmed IV ha portato a una tragica fine. Mehmed IV era profondamente innamorato di lei, ma dopo l'arrivo di Gülbeyaz nell'harem, la sua attenzione andò su di lei. Gülnuş, innamorata del sultano, divenne follemente gelosa. Un giorno, mentre Gülbeyaz era seduta su una roccia e guardare il mare, Gülnuş la spinse giù dalla scogliera e l'annegò, o secondo altri ha ordinato lo strangolamento di Gülbeyaz nel Palazzo di Kandilli. Alcuni autori sottolineano il fatto che Gülnuş fosse una persona spietata, sostenendo che avesse tentato di strangolare i fratelli del marito, Solimano II e Ahmed II, dopo la nascita del suo primogenito Mustafa, ma Turhan Hatice Sultan ostacolò questi tentati omicidi.

## Discendenza
Con Mehmed IV ebbe due figli e quattro figlie:
- Hatice Sultan (Edirne o Costantinopoli, circa 1660 - Edirne, 5 luglio 1743). Si sposò due volte ed ebbe cinque figli e una figlia. Fu una delle sultane ottomane più longeve.
- Mustafa II (Edirne, 6 febbraio 1664 - Costantinopoli, 29 dicembre 1703). Fu il 22º Sultano dell'Impero ottomano.
- Ayşe Sultan (Costantinopoli o Edirne, inizio 1673 circa - Costantinopoli, circa 1676). Soprannominata Küçük Sultan, ovvero "piccola principessa". Nel 1675, all'età di circa due anni, venne promessa in sposa a Kara Mustafa Paşah, ma la bambina morì poco dopo e il matrimonio non si tenne mai.
- Ahmed III (Romania, 31 dicembre 1673 - Costantinopoli, 1 luglio 1736). Fu il primo sultano a nascere in provincia dopo Solimano I. Divenne il 23º Sultano dell'Impero ottomano, salendo al trono dopo la deposizione di suo fratello.
- Ümmügülsüm Sultan (Costantinopoli, circa 1677 - Costantinopoli, 9 maggio 1720). Chiamata anche Ümmi Sultan o Gülsüm Sultan. Era la nipote preferita di suo zio Ahmed II, che dopo la deposizione del padre la trattò come figlia sua, tanto da tenerla a corte con sé, a differenza delle sorelle. Si sposò una volta ed ebbe tre figlie. Venne sepolta nella Moschea Yeni Cami.
- Fatma Emetullah Sultan (Edirne o Costantinopoli, circa 1679 - 13 dicembre 1700). Si sposò due volte ed ebbe due figlie.

## Valide Sultan
Divenne Valide Sultan nel 1695, quando suo figlio maggiore, Mustafa, è diventato il nuovo sultano. Quando Mustafa II è stato detronizzato nel 1703 la popolazione ha accusato Gülnuş, per la sua preferenza per Edirne su Costantinopoli come luogo di residenza.
Ha avuto importanza politica e alcuni la considerano l'ultima rappresentante del Sultanato delle donne, ufficialmente concluso alla morte di sua suocera Turhan Sultan. Nel 1703 le fu chiesto di confermare e approvare la successione di suo altro figlio, Ahmed III, al trono, ciò che ha fatto. E, così al suo ritorno da Edirne, andò a vivere al Palazzo Vecchio per un certo tempo. Ha visitato le sue figlie nei loro palazzi, ha preso parte al matrimonio di sua figlia Fatma Sultan al fianco di suo figlio, ha visitato la figlia Hatice Sultan in compagnia del sultano, dopo che lei aveva dato alla luce una figlia. Mustafa mantenne stretti contatti con la madre, l'ha onorata dimostrativamente ogni volta che c'era l'occasione.
Suo figlio Ahmed III costruì inoltre la moschea Yeni Valide in suo onore.
Nel 1709 Carlo XII di Svezia si stabilì a Bender durante la sua guerra contro la Russia, desiderando allearsi con il sultano contro la Russia. Il 9 febbraio 1711 l'impero dichiarò guerra contro la Russia, siccome il sultano era stato consigliato da sua madre.

## Morte
Morì il 6 novembre 1715 a Edirne. Venne sepolta nel suo mausoleo nella moschea costruita in suo onore da suo figlio Ahmed III: la moschea Yeni Valide, a Istanbul, nel quartiere Üsküdar.